# Bolbocerastes imperialis
Bolbocerastes imperialis är en skalbaggsart som beskrevs av Cartwright 1953. Bolbocerastes imperialis ingår i släktet Bolbocerastes och familjen Bolboceratidae. Utöver nominatformen finns också underarten B. i. kansanus.